# Cassiodore de Durham
Le Cassiodore de Durham est un manuscrit enluminé contenant un texte de Cassiodore, le Expositio psalmorum, daté du milieu du VIIIe siècle. Il est actuellement conservé à la bibliothèque de la cathédrale de Durham. 

## Historique
Selon la tradition, le manuscrit aurait été rédigé par Bède le Vénérable. Cependant, les éléments stylistiques des enluminures et notamment les décorations animales permettent de le dater du milieu du VIIIe siècle soit après la mort du moine anglo-saxon. Six mains ont été distinguées parmi les scribes ayant participé à sa rédaction. Il provient sans doute d'un scriptorium de Northumbrie et peut-être plus précisément de l'abbaye de Wearmouth-Jarrow, où Bède a été moine. La miniature de David victorieux contient en effet un type de cadre qui se retrouve dans un manuscrit provenant de ce même monastère et actuellement conservé à la bibliothèque de Valenciennes (Cod.99),. 

## Description
Le manuscrit contient une version réduite du texte de Cassiodore, habituellement formant 3 livres et réduit ici en un seul volume. Le texte, qui contient un commentaire à la fois grammatical, littéraire, ascétique et théologique sur les Psaumes, est divisé en 3 parties. Chaque partie commence par un psaume : le psaume 1, le 51 et enfin le 101. Les deux derniers sont illustrés par une miniature pleine page. Le premier devait l'être aussi mais la miniature a été perdue, située autrefois au tout début du manuscrit. 

### La miniature du roi David musicien
Le roi est assis sur un trône au dossier haut et aux montants se terminant par des têtes de chiens. Il tient entre ses mains une lyre à 5 cordes avec une caisse de résonance : des fragments d'un instrument similaire ont été retrouvés sur le site archéologique de Sutton Hoo. Le manteau, avec ses plis tubulaires et sa disposition de part et d'autre du genou rappelle les draperies des évangélistes de l'évangéliaire de Lindisfarne. La bordure est décorée d'entrelacs ainsi que de lions bondissants.

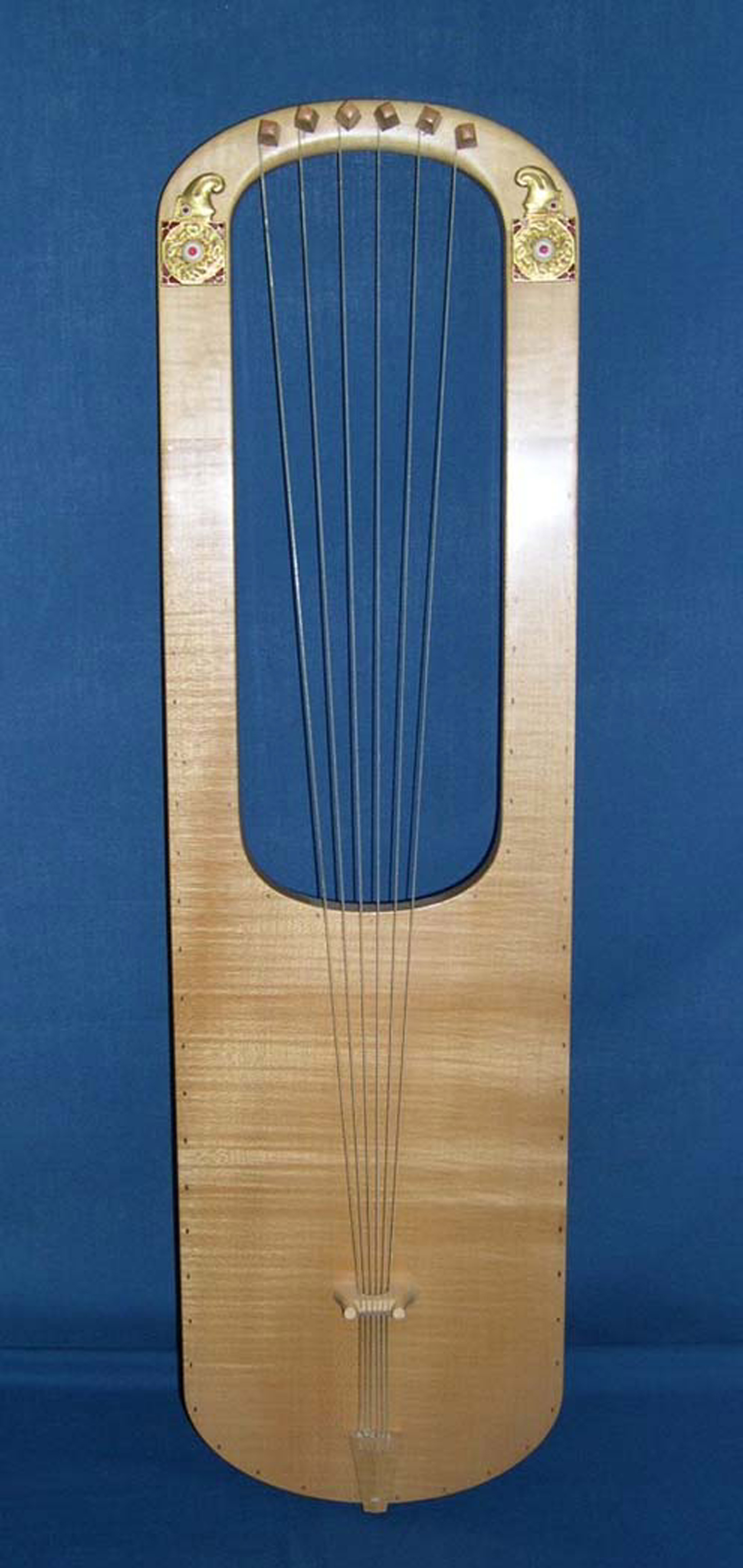
Lyre de Sutton Hoo reconstituée, British Museum

### La miniature de David victorieux

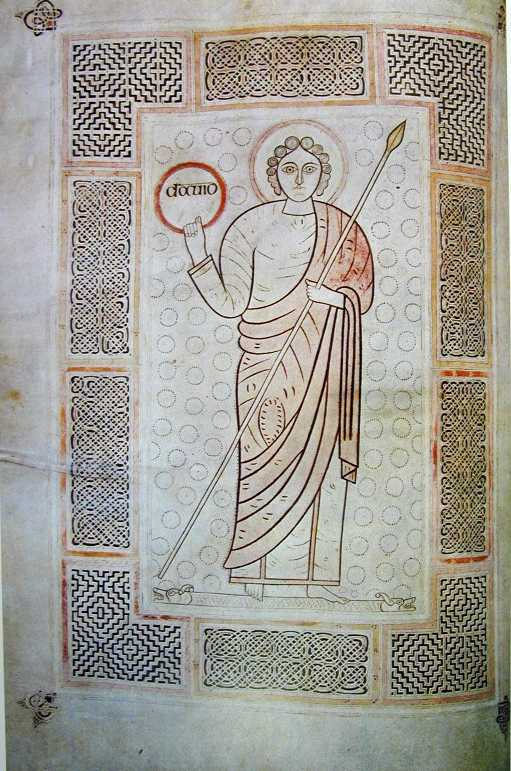
David victorieux, f.172v

Le roi David est cette fois-ci représenté terrassant un animal avec deux têtes à chaque extrémité. Il tient dans ses mains une lance et un disque portant son nom. Cette miniature, beaucoup plus géométrique, est l'œuvre d'un artiste différent de la première. 